# 김동환 (프로게이머)
김동환(1990년 12월 5일 ~ )은 대한민국의 스타크래프트 II 프로게이머이다. 종족은 저그이며, 아이디는 viOLet이다.
스타크래프트2 출시 전 워크래프트3 게이머로 활동하였다.

## 개요

### 워크래프트 3
웨라와 SK-Gaming, Serious Gaming에서 활동하였다.

### 스타크래프트 II
MVP와 Team Empire에서 활동하였고 2013년에는 Azubu 소속으로 활동했다.
2013년 8월 2일 아주부와의 계약 기간이 만료되어 팀을 떠났다.
2015년 2월 13일 Team Envyus에 입단했다.

## 주요 기록
스타크래프트 II : 프리미어 개인리그 우승 2회, 준우승 2회

### 워크래프트 3
- Warcraft III Nations Cup Season 2 1위
- XP League Season 6 1위
- BEV Cup Season 1 1위
- 아이러브디스크 워크래프트3 리그 Season 2 2위
- WC3L Season 16 3위(Serious Gaming)

### 스타크래프트 II
- 2011년 LG 시네마 3D GSL May. 코드A 8강
- 2011년 LG 시네마 3D 슈퍼 토너먼트 32강
- 2011년 펩시 GSL July. 코드S 32강
- 2011년 펩시 GSL Aug. 코드S 32강
- 2011년 Sony Ericsson GSL Oct. 코드A 32강
- 2012년 MLG 2012 Winter Season Championship 7위
- 2012년 IEM Season VI - Global Challenge Sao Paulo 우승
- 2012년 2012 무슈제이 GSL Season 3 코드S 16강
- 2012년 MLG 2012 Spring Season Arena 2 우승
- 2012년 IPL Ye Olde Map Tournament 4위
- 2012년 IPL5 스타크래프트 부문 준우승
- 2012년 MLG 2012 Summer Season Championship 6위
- 2012년 NASL 시즌4 준우승
- 2012년 Lone Star Clash 2 4위
- 2012년 MLG 2012 Fall Season Championship 16강
- 2013년 Iron Squid Chapter 2 16강
- 2013년 DreamHack Open Summer 2013 16강
- 2013년 2013 WCS 아메리카 시즌 1 프리미어리그 16강 (비자 문제로 인해 기권)
- 2013년 HomeStory Cup Season 7 8강
- 2013년 2013 WCS 아메리카 시즌 2 프리미어리그 16강 (비자 문제로 인해 기권)
- 2013년 2013 WCS 아메리카 시즌 2 챌린저리그 16강
- 2014년 Lone Star Clash 3 4위
- 2014년 2014 MLG Anaheim 3위
- 2014년 2014 WCS 아메리카 시즌 2 프리미어리그 8강
- 2014년 2014 Red Bull Battle Grounds: Atlanta 4강
- 2014년 Destiny I 16강
- 2014년 2014 Red Bull Battle Grounds: Detroit 4강
- 2014년 IEM Season IX - Toronto 8강
- 2014년 2014 WCS 아메리카 시즌 3 프리미어리그 16강
- 2014년 MSI Beat IT 2014 16강
- 2015년 2015 WCS 시즌 1 프리미어리그 32강
- 2015년 Fragbite Masters Season 4 8강
- 2015년 2015 WCS 시즌 2 프리미어리그 32강
- 2015년 MSI Masters Gaming Arena 2015 8강
- 2015년 2015 WCS 시즌 3 프리미어리그 16강
- 2016년 2016 DreamHack Open: Leipzig 4강
- 2016년 Ting Open 32강
- 2016년 2016 WCS Circuit: Winter Circuit Championship 8강
- 2016년 2016 DreamHack Open: Austin 16강
- 2016년 2016 WCS Circuit: Spring Circuit Championship 8강
- 2016년 2016 WCS Circuit: Summer Circuit Championship 16강
- 2016년 2016 WCS 글로벌 파이널 16강